# Crkva sv. Martina u Prozorju
Crkva sv. Martina je crkva u naselju Prozorje koje je u sastavu grada Dugo Selo, zaštićeno kulturno dobro.

## Opis dobra
Ruševna crkva podignuta je na vrhu Martin-brega u naselju, okružena vinogradima. Sagrađena je na nekadašnjem templarskom posjedu na prijelazu 15. u 16. st. u kasnogotičko/renesansnim oblicima, kasnije preoblikovana. Jednobrodna je građevina, većih dimenzija, pravokutnog broda s užim svetištem i trostranom apsidom. Ispred glavnog pročelja je visoki oktogonalni zvonik na masivnom podnožju pravokutnog tlocrta. Crkva je bila barokizirana, svodovi su danas urušeni, a stariji gotički sloj vidljiv je u strukturama ziđa, u spoja kamena i cigle, te u kamenim profilacijama na sjevernom zidu i u svetištu. Građa i svodovi baze zvonika upućuju na njegovu izvornu obrambenu funkciju u 16. st.

## Zaštita
Pod oznakom Z-3529 zavedena je kao nepokretno kulturno dobro - pojedinačno, pravna statusa zaštićena kulturnog dobra, klasificirano kao "sakralna graditeljska baština".